# Cillie Hempels
Cillie Hempels († 1642 in Hamburg) war eine deutsche Frau, die aufgrund des Vorwurfs, eine Zauberin zu sein, hingerichtet wurde.

## Leben
Cillie Hempels musste sich als Gefangene vor dem Hamburger Niedergericht verantworten. Die Richter warfen ihr vor, von Gott abgefallen zu sein und ihren Mann verzaubert und ermordet zu haben. Ob es im Vorfeld der Verhandlung Untersuchungen gab, ist unbekannt. Das Gericht verurteilte sie am Montag, dem 22. August 1642, zum Tod durch Verbrennung. Da das Hamburger Stadtrecht Mord mit einer Enthauptung, nicht jedoch mit Verbrennung bestrafte, muss der Tod durch das Feuer aufgrund vermuteter Zauberei verhängt worden sein.
Cillie Hempels starb als urkundlich letzte bekannte Frau aufgrund von Prozessen gegen Hexen in Hamburg. Gerichtsverfahren gegen vermeintliche Hexen und Zauberinnen endeten in der Hansestadt damit deutlich früher als in umliegenden Gegenden.